# Marmara Ereğlisi

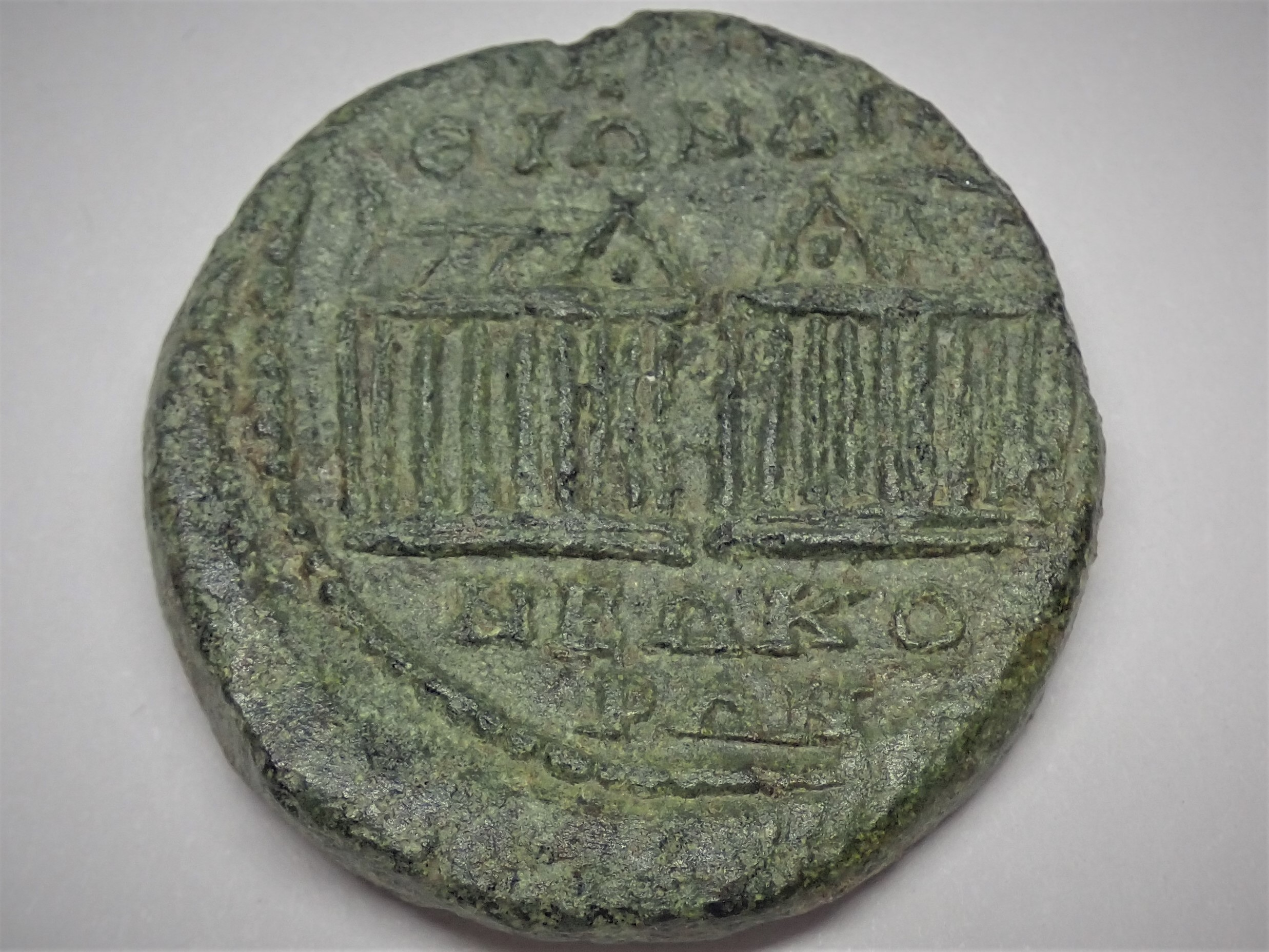
Akropolis von Perinth auf Bronzemünze z.Zt Kaiser Gallienus

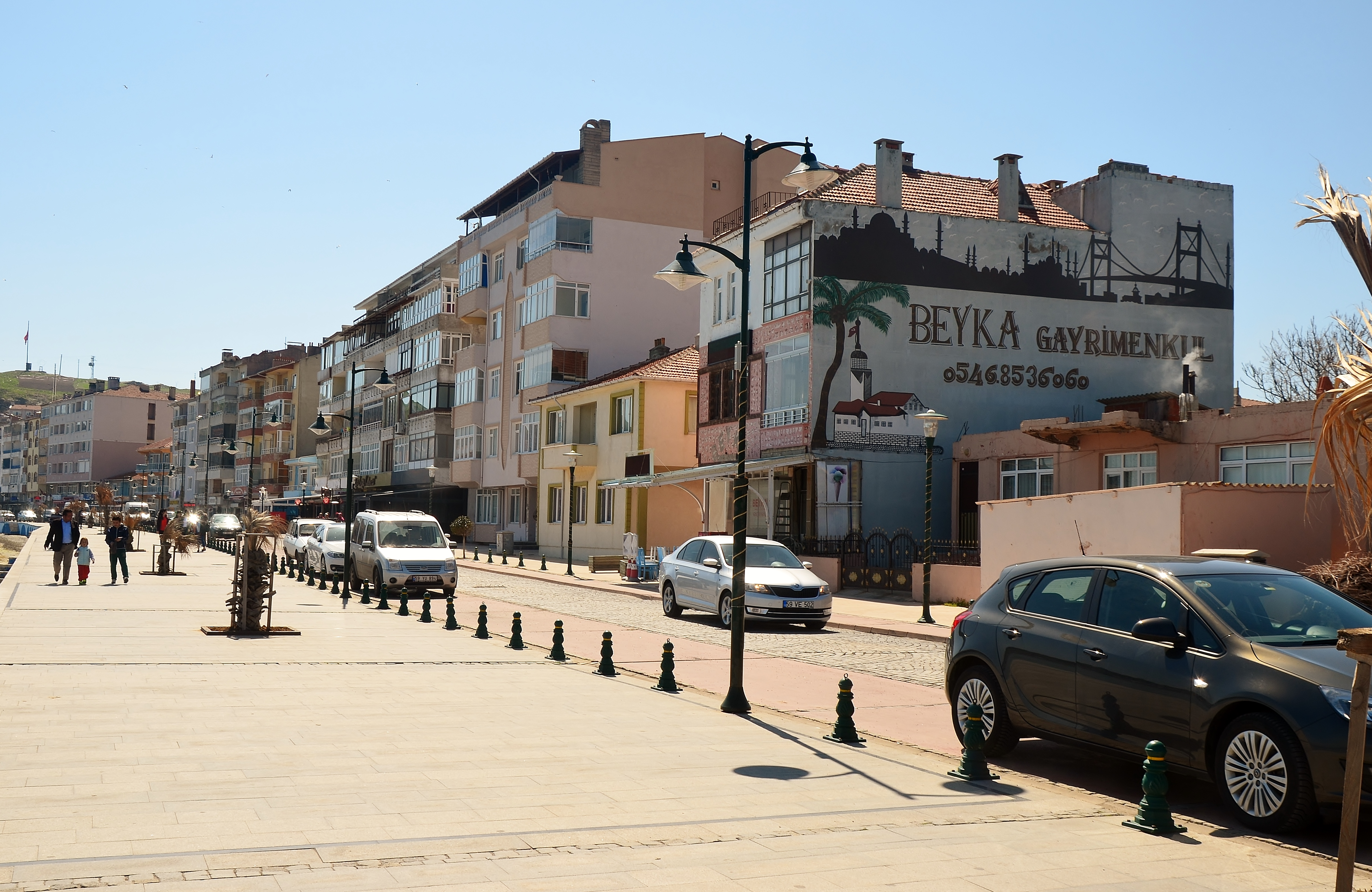
Promenade in Marmara Ereğlisi

Marmara Ereğlisi (altgriechisch Πέρινθος Perinthos, später Ἡράκλεια Herakleia) ist eine türkische Hafenstadt am Marmarameer und als Stadtgemeinde (Belediye) im gleichnamigen İlçe (Landkreis) der ostthrakischen Provinz Tekirdağ gleichfalls eine Gemeinde der 2012 geschaffenen Büyüksehir Belediyesi Tekirdağ  (Großstadtgemeinde/Metropolprovinz) der Türkei. Seit der Gebietsreform 2013 ist die Gemeinde flächen- und einwohnermäßig identisch mit dem Landkreis.

## Geschichte
Perinthos, wohl eine thrakische Siedlung, wurde um 600 v. Chr. von Samos aus kolonisiert und im späten 3. Jahrhundert n. Chr. in Herakleia umbenannt. In der Antike und im frühen Mittelalter führte eine wichtige Straße von Herakleia über Tzurulos (Çorlu), Arkadiupolis (Lüleburgaz), das heutige Kırklareli und Malko Tarnowo nach Sosopolis und Deultum an der Bucht von Burgas an der Schwarzmeerküste.
Die antike Stadt kann in kleinen Teilen heute noch besichtigt werden. Am Marktplatz in der Unterstadt befindet sich ein Freiluftmuseum mit Fundstücken. In der Stadt gibt es Ausgrabungen mit Mosaiken. Auf dem Hügel der ehemaligen Akropolis finden sich noch nicht ausgegrabene antike Bauwerke und Säulen. Weitere Fundstücke kann man im Museum von Tekirdağ besichtigen.
Der zweitkleinste Kreis der Provinz bestand bis zu seiner Eigenständigkeit 1987 als Bucak in der Provinz Çorlu (fünf Dörfer und die Bucak Merkezi mit insg. 7.267 Einwohnern – Volkszählung 1985). Im Zuge der Verwaltungsreform 2013 wurden die Dörfer und die drei Belediye (Sultanköy und Yeniçiftlik waren inzwischen zu Stadtgemeinden/Belediye erhoben wurden) in Mahalles (Stadtviertel/Ortsteile) umgewandelt worden. Denen stand (und steht) als oberster Beamter in Muhtar vor.

## Einwohner
Ende 2020 lebten durchschnittlich 2.706 Menschen in jedem dieser zehn Mahalle, 10.336 Einwohner im bevölkerungsreichsten (im südwestlichen Mahalle Yeniçiftlik).

## Vereine
1978 wurde der Marmara Ereğlisi Belediye Spor Kulübü gegründet.